# NGC 2074
NGC 2074 – mgławica emisyjna znajdująca się w konstelacji Złotej Ryby w odległości około 170 000 lat świetlnych. Została odkryta przez Johna Herschela. NGC 2074 jest położona w Wielkim Obłoku Magellana i stanowi część Mgławicy Tarantula (NGC 2070).